# 尼克·福瑞
尼克·福瑞（英語：Nick Fury）是漫威漫畫以及旗下電影的角色，由杰克·科比和斯坦·李创作，在多部漫威漫畫電影以及電視劇集中出現。首次出現時在1963年的漫画《Sgt. Fury and his Howling Commandos》中。

## 人物

### 漫威主宇宙（616號宇宙）
尼古拉斯·約瑟夫·“尼克”·福瑞在主宇宙中是一名美國白人，约於1910年代末到1920年代初出生於美國纽约市，父亲于第一次世界大战时期曾經為英国皇家飞行队服役并曾經击落過曼弗雷德·冯·里希特霍芬。尼克则在第二次世界大战时期参军。在战争结束前夕被地雷炸伤。因此接受了“無限方程式（Infinity Formula）”血清的测试治疗，血清的作用不仅令尼克完全痊愈，还讓他因此获得了超乎常人的体能和不会衰老的身体。但不同于美国队长的“超级士兵”血清会在体内自动生成，尼克必须持续从外部摄入血清，否则将迅速衰老死亡。尼克随后進入了美國中央情报局的前身战略情报局工作，之后又加入神盾局并将其发展壮大。後來尼克因為血清用盡而逼問觀察者，期間殺害觀察者而造成原罪事件，目前失蹤，由其身為一名光头黑人的兒子小尼古拉斯·福瑞負責追捕。

### 漫威終極宇宙（Ultimate Marvel）
与主宇宙不同，漫威終極宇宙里的尼克·福瑞是一个光头的美國黑人，所以他的全名是小尼可拉斯·喬瑟夫·福瑞，其相貌以美國男演員山繆·傑克森（恰巧山繆·傑克森後來在漫威電影宇宙中飾演尼克·福瑞）为原型绘制。在终极宇宙中，尼克同样是神盾局的局長，拥有上將军衔，并是終極宇宙中的超级英雄团队“终极”的领导人。

## 其他媒體

### 電影
- 《尼克·弗瑞：神盾局特工》：電視電影，由大衛·赫索霍夫飾演尼克·福瑞。
- 在動畫電影《終極復仇者》及《終極復仇者2》中，由Andre Ware配音。
- 漫威电影宇宙：尼克·福瑞（英语：Nicholas Joseph "Nick" Fury）在漫威电影宇宙中的设定和漫畫中的终极宇宙相似，由塞缪尔·杰克逊饰演黑人的版本，此設定主要是根據終極宇宙的版本作為設計參考，在漫威電影宇宙中曾經為神盾局局長，神盾局機密安全等級10。
  - 《鐵甲奇俠》（2008年）：在片尾彩蛋出現於東尼·史塔克的家中，並告知他鋼鐵人並不是世界上唯一的超級英雄以及神盾局正在秘密籌備的復仇者聯盟招集計畫。
  - 《鋼鐵人2》（2010年）：由於東尼在其生日派對上的失控行為讓其秘書小辣椒·波茲當上史塔克工業的執行長和讓占士·洛德拿走二型裝甲這些把自己的財產送給別人的行為不滿，狠狠地教訓了東尼一頓。之後將東尼的父親霍華·史塔克的遺物轉交給東尼，並告知東尼其實霍華是神盾局的創始人之一，最後因為還有別的行程而離開並命令特工菲爾·考森在東尼的家中監視東尼。
  - （2011年）：在片尾彩蛋找上艾瑞克·沙維格博士並向他展示由神盾局保管多年的宇宙魔方，並邀請他參與關於宇宙魔方的研究。
  - 《美國隊長：復仇者先鋒》（2011年）：在片尾彩蛋攔下了剛從現代甦醒的美國隊長並告知他已經沉睡了七十年，之後邀請他加入復仇者聯盟。
  - 《復仇者聯盟》（2012年）：因為研究宇宙魔方的實驗室出現異常而和特工瑪莉亞·希爾前往查看狀況，這時遠在宇宙的另一方的邪神洛基卻利用魔方的力量來到地球並控制了艾瑞克·沙維格博士和鷹眼，還奪走了魔方，尼克覺得事態十分嚴重，於是決定首次召集復仇者聯盟，分別派考森和黑寡婦去邀請東尼·史塔克和布魯斯·班納，自己則是前去找美國隊長，之後在東尼的揭發下說出了神盾局要如何運用魔方，在考森被洛基重傷後趕到考森身邊，但考森卻在他的眼前斷氣，而考森的死也讓復仇者們團結起來，最後讓索爾帶走魔方並讓復仇者們各奔東西，而且相信著當世界需要他們時，他們還會再回來。
  - 《美國隊長2：酷寒戰士》（2014年）：因為無法解密黑寡婦帶來的數據而查覺到有一般邪惡勢力正在神盾局內蠢蠢欲動，在會見特工希爾的途中被酷寒戰士襲擊，逃到美國隊長家中並警告他有邪惡勢力在神盾局內蠢蠢欲動，並把那無法解密的數據交給他，還警告他不要相信任何人，但還是被酷寒戰士襲擊重傷不治，但其實是詐死並和特工希爾協助美國隊長破壞九頭蛇的洞見計畫，最後銷聲匿跡。
  - 《復仇者聯盟2：奧創紀元》（2015年）：在復仇者與奧創二度交手失敗後出面勸慰失落的復仇者們，而在復仇者和奧創決戰時與神盾局特工乘坐空中航母協助疏散平民，並帶來戰爭機器圍捕奧創的機器人，因此被美國隊長罵了句「混蛋」表示稱讚。
  - 《復仇者聯盟3：無限之戰》（2018年）：於片尾彩蛋中客串，傳簡訊給驚奇隊長後，還沒說完「噢，媽的......（Oh, Motherfu...... ）」就化為塵土。
  - 《驚奇隊長》（2019年）：設定在1990年代，當時仍然是基層探員的尼克和當時是一名新丁的考森與卡蘿·丹佛斯試圖尋找她曾經的記憶，並與史克魯爾人塔羅斯結識。
  - 《復仇者聯盟：終局之戰》（2019年)：與眾灰飛煙滅者復活，在東尼的喪禮上出現。
  - 《蜘蛛人：離家日》（2019年）：找上東尼欽點的接班人彼得·帕克，與聲稱來自另一宇宙的神秘法師聯手對付元素威脅。最終揭穿一切都是神秘法師的騙局。此外福瑞與瑪莉亞·希爾事實上都是由塔羅斯與其妻子偽裝協助彼得，自己本人則實際在外太空招呼著史克魯爾人的秘密作業。
  - 《驚奇隊長2》（2023年）

### 電視
- 漫威电影宇宙：由塞缪尔·杰克逊回歸飾演尼克·福瑞。
  - 《神盾局特工》（2013~2014年）：在第一季電視劇中，提到尼克對考森執行大溪地計畫使考森復活，但不讓復仇者知道，並命令梅特工定時向他報告考森的情況，因在第15集後的劇情與《美國隊長2：酷寒戰士》劇情同步所以他已銷聲匿跡並放出他已死的遙言，只有美國隊長、黑寡婦、特工希爾和一些少數人知道他還活著，在第22集中出現解救受困在海中的費茲和西蒙斯，並協助考森擊敗加勒特，最後任命考森為新的神盾局局長，並引領考森小隊來到「操場」後再度銷聲匿跡。
  - 《無限可能：假如…？》第一季（2021年）[1]：動畫劇集，配音演出。
  - 《秘密入侵》（2023年）：講述史克魯爾人的一支族群潛入地球，滲透進人類的各個層面。

### 遊戲
- 《惩罚者》：1993年上市的街机游戏，尼克·弗瑞为玩家可选角色之一。
- 《MARVEL未來之戰》：手機遊戲，尼克·福瑞是玩家可使用角色之一。
- 《漫威復仇者聯盟》
- 《MARVEL未來革命》

## 敵人
- 超智機構
- 史特拉克男爵
- 齊莫男爵
  - 海因里希·齊莫（英语：Heinrich Zemo）
  - 赫穆·齊莫（英语：Helmut Zemo）
- 人馬座（英语：Centurius）
- 末日博士
- 仇恨分子（英语：Hate-Monger）
- 九頭蛇
- 九頭蛇夫人（英语：Madame Hydra）
  - 蝰蛇（英语：Viper (Madame Hydra)）
- 米契·卡森（英语：Mitchell Carson）
- 諾曼·奧斯朋
- 紅骷髏
- 天蠍（英语：Scorpio (comics)）
- 超級愛國者（英语：Super-Patriot (Marvel Comics)）
- 維爾納·馮·史特拉克（英语：Werner von Strucker）

## 外部連結
- Nick Fury （页面存档备份，存于） at Marvel.com
- Marvel Directory: Nick Fury （页面存档备份，存于）
- Nick Fury, Agent of S.H.I.E.L.D.at Don Markstein's Toonopedia. Archive.today的存檔，存档日期2024-05-27 from the original on March 15, 2012. (May be overridden by a S.H.I.E.L.D. webring on some browsers/platforms.)
- Comics 101 (column, March 3, 2004): "Secret Agent, Man", by Scott Tipton
- E. Favata's Comic Book Movies: Nick Fury
- ComicBookMovie.com: Nick Fury
- The Grand Comics Database （页面存档备份，存于）
- Iron Man Movie on IMDB （页面存档备份，存于）
- Sneak Peek TV: Nick Fury （页面存档备份，存于）
- Nick Fury （页面存档备份，存于） on the Internet Movie Database
- Marvel Comics wiki: Fury, Nick （页面存档备份，存于）
- Nick Fury - #33 Top Comic Book Heroes - IGN（页面存档备份，存于）